# Hypercompe leucarctioides
Hypercompe leucarctioides är en fjärilsart som beskrevs av Augustus Radcliffe Grote och Robinson 1867. Hypercompe leucarctioides ingår i släktet Hypercompe och familjen björnspinnare. Inga underarter finns listade i Catalogue of Life.